# Pittsburgh Victorias
Pittsburgh Victorias je bil profesionalni hokejski klub iz Pittsburgha. Deloval je v ligi Western Pennsylvania Hockey League do leta 1904, ko je liga WPHL svoje klube ukinila in ustanovila klub Pittsburgh Pros. Pittsburgh Victorias so se ligi pridružili v sezoni 1903. Mnoge hokejske zvezdnike iz Kanade je v Pittsburgh privabljal denar in umetno drsališče v dvorani Duquesne Gardens. Leta 1904 je klub osvojil naslov prvaka lige WPHL in igral proti moštvu Portage Lakes Hockey Club za naslov prvaka ZDA tistega leta. Serijo so Victoriasi izgubili z 1-2 v tekmah. Klub je še isto leto razpadel. 